# Kraniosynostóza

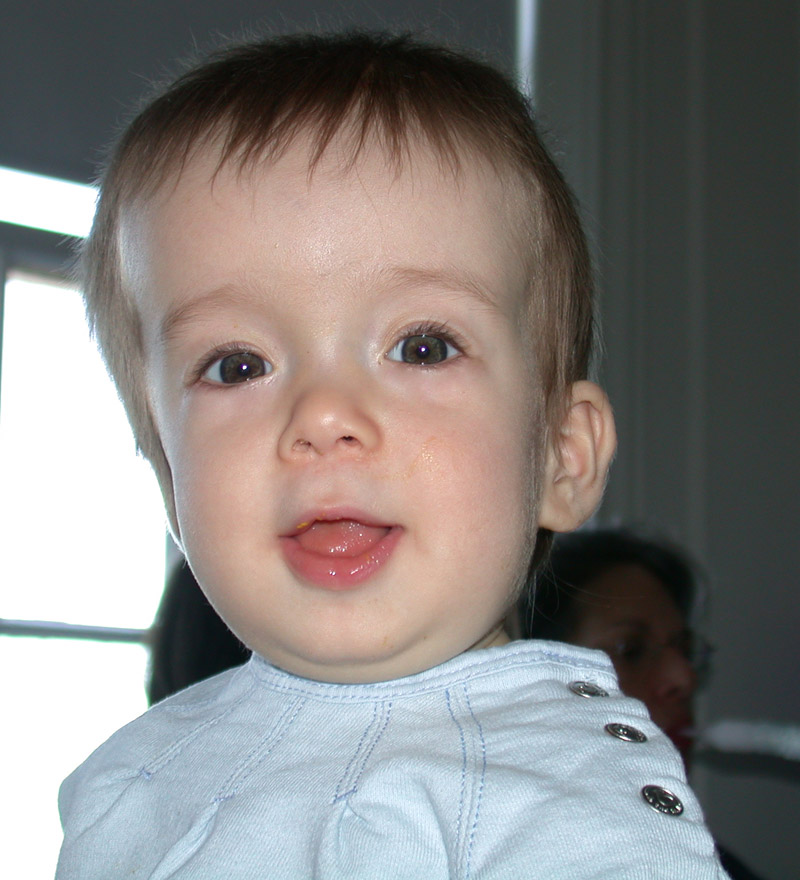
Dítě s kraniosynostózou

Kraniosynostóza (též kraniostenóza) je předčasný uzávěr (obliterace) jednoho či více švů (sutur) mozkovny vedoucí k její charakteristické deformitě.[zdroj?] Vyskytuje se jako izolovaný defekt, či jako součást určitého syndromu. Problematika kraniální suturální patologie prostupuje celou řadu medicínských oborů od molekulární genetiky přes pediatrii až ke špičkové kraniofaciální chirurgii a neurochirurgii.

## Výskyt
Prevalence (výskyt) kraniosynostóz je 1:1800 až na 2200 porodů.[zdroj?]

## Diagnostika
Diagnostika je založena na fyzickém, rentgenovém, případně i CT vyšetření. Při prokázané diagnóze je indikováno chirurgické řešení.[zdroj?]
Růst lebky, respektive mozku, je podmíněn přítomností otevřených (patentních) švů. Donošený novorozenec má kosti lební klenby odděleny šesti hlavními švy a šesti fontanelami.
Ke kompletnímu uzávěru většiny švů lební klenby dochází od třetího decenia (30 let).[zdroj?]

## Umělá kraniostenóza
Kraniostenóza je také zákrok, při kterém se uměle protahuje lebka. Na území Česka se našly nálezy asi 15 kosterních pozůstatků Germánů po tomto zákroku, samotné nálezy pochází z 5. století, která byly nalezeny v oblasti Polabí. Jednalo se především o ženy, u kterých se tento zákrok prováděl v dětském věku. Tato praktika se prováděla pomocí svazování měkké lebky, které stahovaly postupně hlavu a docházelo tak k deformaci lebky, kdy jí takto protahovaly. Takto deformovaná lebky lze najít i v mnoha jiných zemích jako Egypt, Peru především oblast Paracas.